# Get Ready for This
"Get Ready For This" é o título de uma canção gravada pelo grupo de eurodance holandês 2 Unlimited. Foi lançado em setembro de 1991 como o primeiro single de seu álbum de estreia, Get Ready!. Alcançou a 38ª colocação na tabela da Billboard, tornando-se o único single Top 40 da dupla nos Estados Unidos. A frase repetida "Y'all ready for this?" é copiada do hit de The D.O.C. "It's Funky Enough".

## Desempenho nas tabelas musicais
| Tabela musical (1991)                         | Melhor posição |
| --------------------------------------------- | -------------- |
| Austrália (ARIA)                              | 2              |
| Bélgica(VRT Top 30)                           | 9              |
| Canadá (Canadian dance chart - RPM)           | 6              |
| Espanha (PROMUSICAE)                          | 2              |
| Estados Unidos Billboard Hot 100              | 38             |
| Estados Unidos 'Billboard Hot Dance/Club Play | 4              |
| Estados Unidos Billboard Top 40 Mainstream    | 17             |
| Irlanda(IRMA)                                 | 3              |
| Países Baixos (Dutch Top 40)                  | 10             |
| Nova Zelândia (RIANZ)                         | 50             |
| Reino Unido (The Official Charts Company)     | 2              |
| Suécia (Sverigetopplistan)                    | 36             |